# Cary Adgate
Cary Glen Adgate (Lansing, 21 agosto 1953) è un ex sciatore alpino statunitense, vincitore della Can-Am Cup nel 1973.

## Biografia
Specialista delle prove tecniche originario di Thunder Mountain, Adgate nella stagione 1972-1973 vinse la Can-Am Cup generale e la classifica di slalom gigante; l'anno dopo ai Mondiali di Sankt Moritz 1974, sua prima presenza iridata, si classificò 14º nello slalom gigante e il 20 gennaio 1975 ottenne a Chamonix in slalom speciale il primo risultato di rilievo in Coppa del Mondo (10º). Ai XII Giochi olimpici invernali di Innsbruck 1976, sua prima presenza olimpica, si piazzò 21º nello slalom gigante e 13º nello slalom speciale; il 17 marzo 1977 conquistò a Voss in slalom gigante il suo miglior piazzamento in Coppa del Mondo (4º) e l'anno dopo ai Mondiali di Garmisch-Partenkirchen 1978 fu 9º nella medesima specialità. Sempre in slalom gigante ottenne l'ultimo piazzamento in Coppa del Mondo, il 21 gennaio 1980 ad Adelboden (13º), e disputò l'ultima gara della sua carriera, quella dei XIII Giochi olimpici invernali di Lake Placid 1980 che non portò a termine. Dopo il ritiro prese parte al circuito professionistico nordamericano (Pro Tour) dal 1981 al 1989.

## Palmarès

### Coppa del Mondo
- Miglior piazzamento in classifica generale: 34º nel 1976

### Can-Am Cup
- Vincitore della Can-Am Cup nel 1973[1]
- Vincitore della classifica di slalom gigante nel 1973[senza fonte]

### Campionati statunitensi
- 6 ori (tra i quali: slalom speciale nel 1974; slalom speciale nel 1976)[1][2]